# اندیس آنومالی هوریده
آنومالی هوریده یک اندیس فلزی است که در حوالی شهر بصیران استان خراسان قرار دارد و مادهٔ معدنی موجود در آن، طلا است.سنگ میزبان این اندیس آندزیت، دیوریت، توف، آهک، شیل، ماسه‌سنگ، کنگلومرا است  در این اندیس، پاراژنز‌های مگنتیت، هماتیت، پیریت، لیمونیت، شئلیت، گارنت یافت می‌شوند.